# Ligne de Lavalduc à Fos-Coussoul (dépôts pétroliers)
La ligne de Lavalduc à Fos-Coussoul (dépôts pétroliers) est une ligne ferroviaire qui permet la  desserte du port de Fos-sur-Mer.
Elle constitue la ligne N° 935 901 du réseau ferré national

## Histoire
La ligne est ouverte en 1966 pour desservir le port de Fos, lui-même créé pour désaturer le port de Marseille. Elle était à cette époque à voie unique. Ce n'est qu'en 1982 que la deuxième voie a été posée à la suite de la fermeture de la ligne Arles - Port-Saint-Louis. En 1983, la ligne est électrifiée en 1500 V continu. La ligne est équipée du BAPR jusqu'à Coussoul au même moment. En 2016, la pose du BAPR a été étendue de Coussoul à Graveleau et une RVB a été effectuée.

## Caractéristiques
La ligne fait partie du corridor Mer du Nord - Méditerrannée. Elle est électrifiée en 1500 V continu et est à double voie. La ligne se divise par la suite en plusieurs embranchements permettant de rejoindre les parties Mole-Central et Graveleau du port de Fos, ainsi que Port-Saint-Louis-du-Rhône et les raffineries à Mériquette. Au-delà du PK 20, les embranchements vers Fos-Graveleau et Port-Saint-Louis ne sont plus exploités par la SNCF.
Les vitesses maximales sont :   
| Section                                                            | Vitesse maximale |
| ------------------------------------------------------------------ | ---------------- |
| Lavalduc - Fos Coussoul                                            | 80 km/h          |
| Fos Coussoul - Fos Mériquette                                      | 60 km/h          |
| Fos Coussoul - Fos Viguerat - PK 20 (limite du réseau SNCF)        | 80 km/h          |
| Fos Viguerat - Fos Mole Central                                    | 40 km/h          |
| Sections hors Réseau SNCF (vers Fos Graveleau et Port-Saint-Louis) | 60 km/h          |

## Exploitation
La ligne est destinée à un trafic exclusivement Fret. En 2023, 30 trains de Fret quotidiens ont emprunté la ligne.
Aujourd'hui, les trains de Fret sont tirés par des BB 7200, BB 26000, BB 27000, BB 37000, E 37500, BR 186 ECR, BB 60000 ou BB 75300.